# Starszy marynarz (stopień wojskowy)
Starszy marynarz (st. mar.) – stopień wojskowy w polskiej Marynarce Wojennej, odpowiadający starszemu szeregowemu w Wojskach Lądowych i Siłach Powietrznych. Jego odpowiedniki znajdują się także w marynarkach wojennych innych państw.

## Użycie
Stopień starszego marynarza powstał w Polsce w 1921, wraz z pozostałymi pierwszymi stopniami wojskowymi w Marynarce Wojennej. Wcześniej, od 1918 używano zapożyczonego z Wojsk Lądowych stopnia starszego szeregowego marynarki. W latach 1921–2022 starszy marynarz znajdował się w hierarchii pomiędzy marynarzem a matem. Obecnie wyższym stopniem jest starszy marynarz specjalista. Przez cały czas istnienia starszy marynarz jest odpowiednikiem starszego szeregowego. 
Oznaki w kolorze złotym: na naramiennikach lub na lewym rękawie trzy paski.
Stopień wojskowy starszego marynarza jest zaszeregowany w grupie uposażenia nr 1, a w kodzie NATO określony jest jako OR-02.